# O utehi filozofije
O utehi filozofije (latinsko Consolatio Philosophiae) je Boetijevo filozofsko delo, za katerega je domnevano, da izvira iz leta 524. Sodi med najpomembnejša in najvplivnejša dela srednjeveškega in zgodnjerenesančnega krščanstva, in je zadnje veliko delo, ki ga lahko označujemo s pojmom klasično delo. Na Slovenskem je tolažba filozofije izšla v latinščini v Ljubljani leta 1682. Slovenski prevod je v pripravi (november 2006).